# Азатян, Вилен Вагаршович
Вилен Вагаршович Азатян (род. 1931) — советский и российский химик, специалист в области физической химии, член-корреспондент РАН (2000).

## Биография
Родился 25 марта 1931 года в Ереване, Армянская ССР.
В 1954 году — окончил химический факультет МГУ.
В 1978 году — защитил докторскую диссертацию, тема: «Новые закономерности разветвленно-цепных процессов и новые аспекты теории». 
С 1982 года — заведующий лабораторией цепных и гетерофазных процессов Института структурной макрокинетики РАН.
В 1985 году — присвоено учёное звание профессора.
В 2000 году — избран членом-корреспондентом РАН.
В 2008 году — избран иностранным членом НАН Армении.

## Научная деятельность
Область научных интересов и сфера научной деятельности: химическая кинетика; физико-химические аспекты процессов горения, взрыва и детонация в газах, элементарные реакции свободных атомов и радикалов, химия поверхности, гетерофазные реакции, строение вещества.
Выявил цепной характер реакций, обеспечивающих распространение пламени, взрыв и детонацию газов. Открыл законы их протекания. Разработал химические методы управления.
Под его руководством защищено более 20 кандидатских и 6 докторских диссертаций.
Читал курсы лекций по химической кинетике и теории элементарного химического акта в Университете дружбы народов (Москва), в Ереванском государственном университете.
Автор более 450 научных публикаций в отечественной и зарубежной научной печати, более 20 изобретений, пяти монографий изданных в России (1997, 2016, 2020), в Англии (2000), Германии 2015.
Участие в научных организациях
- член бюро Научного совета по горению и взрыву при президиуме Российской академии наук;
- член научно-технического совета ВНИИПО МЧС РФ;
- член диссертационных советов в ИСМАН И ВНИИПО МСЧ РФ;
- член Международного союза по фундаментальной и прикладной химии (IUPAC);
- член Международного института горения (Питсбург);
- член редакционных коллегий журналов РАН: «Кинетика и катализ», Журнала Физической химии, международного журнала «Горение и плазмохимия».

## Награды
- Медаль «За заслуги перед Отечеством» II степени
- Медаль «За трудовую доблесть»[1]
- Медаль «В ознаменование 100-летия со дня рождения Владимира Ильича Ленина»[1]
- Орден «За доблестный шахтерский труд» первой степени[1]
- Медаль «За особый вклад в развитие Кузбасса» II степени[3]

## Из библиографии
- Цепные реакции в процессах горения, взрыва и детонации газов: [монография] / В. В. Азатян ; Российская академия наук, Объединённый институт высоких температур, Институт структурной макрокинетики и проблем материаловедения. — Черноголовка : [б. и.], 2017. — 431, [1] с. : ил., табл., цв. ил.; 21 см; ISBN 978-5-9908297-2-5 : 200 экз.
- Цепные реакции горения, взрыва и детонации в газах. Химические методы управления : монография /В. В. Азатян ; Российская академия наук, Объединённый институт высоких температур РАН, Институт структурной макрокинетики и проблем материаловедения РАН. — Москва : Российская акад. наук, 2020. — 357, [2] с. : ил., цв. ил.; 25 см; ISBN 978-5-907036-77-2 : 300 экз.